# ウザ強ヨシヤ
ウザ強ヨシヤ（ウザツヨ ヨシヤ、1996年10月15日 – ）は、日本のキックボクサー、フジテレビ社員。東京都世田谷区出身。本名：茂木喜也。

## 来歴
高校2年からキックボクシングを始め、高校3年の夏に出場したアマチュアの大会で、勝つ喜びと、負ける悔しさの両方を経験してキックボクシングに打ち込むようになる。
2016年7月、大学2年生の時にREBELSでプロデビュー。1度アマチュアで敗れている大谷翔司と対戦し、判定勝利をおさめる。
大学3年次には、J-NETWORK新人王トーナメントにエントリー。2度のタイ修行を経て、予選、準決勝と勝ち上がり、決勝では、池田洋将との接戦を延長戦の末制し、4勝無敗のまま新人王獲得。

### RIZIN
2018年7月29日、熱中症になった欠場選手の代役として大会数日前にジムに届いたオファーを快諾し、RIZIN.11に出場。階級上のSB日本スーパーライト級王者の海人と対戦し2R KO負け。4連勝が途絶えた。
2018年12月31日、RIZIN 平成最後のやれんのか!で、のちのRISEライト級・スーパーライト級王者の白鳥大珠と対戦し、パンチでダウンを奪うも直後のクリンチで右肩を脱臼し、右膝蹴りを受けて3R TKO負け。
この白鳥戦に向けた練習中に両肩を脱臼し、試合中にも右肩を脱臼・骨折したことで2019年2月に肩の手術を受けた。またRIZIN放送中のフジテレビからの内定を受けた。
2019年4月、フジテレビに入社。
2021年12月12日、RISE 153で秀樹と対戦し、2R1分33秒KO負け。
2025年5月4日、RIZIN男祭りで前K-1ライト級王者の朝久泰央と対戦し、2R1分16秒左ハイキックを受けてKO負けを喫した。

## 人物・エピソード
大学に通いながらプロキックボクサーとして試合に出場する一方で、就職活動をこなしフジテレビへの就職を決めた。
2025年現在はスポーツ局スポーツ部のヤクルト担当を務めており、フジテレビプライムオンラインでのニュースリポートも行う。一方で2021年以降はフジテレビで働いている他のプロスポーツ選手と同じように、就業時間外の個人活動の自由としてプロ格闘家としての試合もノーギャラで行っている。

## 戦績
| キックボクシング 戦績 | キックボクシング 戦績 | キックボクシング 戦績 | キックボクシング 戦績 | キックボクシング 戦績 | キックボクシング 戦績 | キックボクシング 戦績 |
| --------------------- | --------------------- | --------------------- | --------------------- | --------------------- | --------------------- | --------------------- |
| 10 試合               | (T)KO                 | 判定                  | その他                | 引き分け              | 無効試合              |                       |
| 4 勝                  | 0                     | 4                     | 0                     | 0                     | 0                     |                       |
| 5 敗                  | 4                     | 1                     | 0                     | 0                     | 0                     |                       |

| 勝敗 | 対戦相手             | 試合結果                          | 大会名                                                                                                   | 開催年月日     |
| ×    | 朝久泰央             | 2R 1:16 TKO（左ハイキック）       | RIZIN男祭り                                                                                              | 2025年5月4日   |
| ×    | 秀樹                 | 2R 1:33 TKO（バックハンドブロー） | RISE 153                                                                                                 | 2021年12月12日 |
| ×    | 白鳥大珠             | 3R 1:43 TKO（右膝蹴り）           | RIZIN 平成最後のやれんのか!                                                                              | 2018年12月31日 |
| ×    | 大谷翔司             | 3R終了 判定0-2                    | REBELS 59                                                                                                | 2018年12月5日  |
| ×    | 海人                 | 2R 1:22 TKO                       | RIZIN.11                                                                                                 | 2018年7月29日  |
| ○    | 池田洋将             | 3R終了 判定3-0                    | J-NETWORK「J-NEXUS 2017～J-NETWORK 20th Anniversary～NIGHT」【ライト級新人王トーナメント 決勝戦】        | 2017年12月10日 |
| ○    | 暁人                 | 3R終了 判定3-0                    | J-NETWORK「J-FIGHT&J-GIRLS 2017～J-NETWORK 20th Anniversary～4th」【ライト級新人王トーナメント 準決勝 】 | 2017年6月25日  |
| ○    | コウ・44・リバイバル | 3R終了 判定3-0                    | J-NETWORK「J-FIGHT&J-GIRLS 2017～J-NETWORK 20th Anniversary～1st」【ライト級新人王トーナメント 一回戦 】 | 2017年3月12日  |
| ○    | 大谷翔司             | 3R終了 判定3-0                    | REBELS.44                                                                                                | 2016年7月10日  |

## 獲得タイトル
- 2017年度J-NETWORKライト級新人王[1]

## 入場テーマ曲
Hi-STANDARD『STAY GOLD』

## 出演
- 矢作と山崎と（第10回、第22回）

### 試合映像
1. ↑  『【試合映像】 白鳥大珠 vs. ウザ強ヨシヤ / Taiju Shiratori vs. Yoshiya Uzatsuyo』RIZIN公式YouTubeチャンネル、2018年。